# Temple mormon de Rome
Le temple de l’Église de Jésus-Christ des saints des derniers jours de Rome (couramment nommé temple mormon de Rome) est le premier temple mormon construit en Italie. Il a été inauguré à Rome le 19 janvier 2019. Le temple dessert les membres des Églises de Grèce, Chypre, Albanie, Slovénie, Croatie, Bosnie-Herzégovine et de Macédoine, ainsi que les 22 000 membres de l’Église en Italie.

## Histoire
Le 4 octobre 2008, le président de l’Église, Thomas S. Monson, a annoncé le plan de construction d’un temple à Rome en Italie. Le site prévu pour le temple a été acquis par l’Église à la fin des années 1990 et a été le site d’une maison rasée fin 2009.
En décembre 2009, les plans du temple ont été finalisés et ont été approuvés par les dirigeants de la ville en 2010 dans le cadre du processus de permis de construire. La construction a duré près de 10 ans, l’inauguration ayant lieu le 19 janvier 2019.

## Situation
Le temple est situé sur une partie du site de 61 000 m2 appartenant à l’Église près de la Grande Raccordo Anulare, contournant la section nord-est de Rome. Ce site est situé dans la IV Municipalité de Rome le long de la via di Settebagni.